# Phalanta enganica
Phalanta enganica är en fjärilsart som beskrevs av Hans Fruhstorfer 1904. Phalanta enganica ingår i släktet Phalanta och familjen praktfjärilar. Inga underarter finns listade i Catalogue of Life.